# Ščëlkino (Crimea)
Ščëlkino (in russo Щёлкино?, Ščëlkino o Ščolkine (in ucraino Щолкіне?; in tataro di Crimea Şçolkino) è una città della Crimea. La città, in quanto parte della penisola di Crimea, è riconosciuta dalla maggior parte delle nazioni come appartenente all'Ucraina, ma è annessa alla Russia dal 2014.
Il progetto di una centrale nucleare che doveva sorgere in questa città è stato accantonato.